# 西脇道夫
西脇 道夫（にしわき みちお、1954年11月 - ）は、日本の政治家。新潟県聖籠町長（2期）。

## 来歴
新潟県北蒲原郡聖籠町大夫に生まれる。新潟県立新発田高等学校卒業。1978年（昭和53年）3月、國學院大學経済学部卒業。1981年（昭和56年）1月、聖籠町役場に入庁。保健福祉課長、産業観光課長、税務財政課長、総務課長などを歴任。2014年（平成26年）4月、副町長に就任。
2018年（平成30年）6月13日、新聞社の取材に対し、任期満了に伴う聖籠町長選挙に立候補する意向を明らかにした。同月、副町長を辞職。現職の渡辺広吉も7期目を目指して出馬し、ともに町政を進めてきた二人が対決する構図となった。町長選挙は8月26日に行われ、西脇が渡辺を小差で破り初当選した。9月5日、町長就任。
※当日有権者数：11,462人 最終投票率：71.94%（前回比：＋3.74pts）
| 候補者名 | 年齢 | 所属党派 | 新旧別 | 得票数  | 得票率 | 推薦・支持 |
| -------- | ---- | -------- | ------ | ------- | ------ | ---------- |
| 西脇道夫 | 63   | 無所属   | 新     | 4,298票 | 52.40% |            |
| 渡辺広吉 | 70   | 無所属   | 現     | 3,904票 | 47.60% |            |

2022年8月28日に行われた町長選挙で新人を破り再選。
※当日有権者数：11,247人 最終投票率：63.48%（前回比：−8.46pts）
| 候補者名   | 年齢 | 所属党派 | 新旧別 | 得票数  | 得票率 | 推薦・支持 |
| ---------- | ---- | -------- | ------ | ------- | ------ | ---------- |
| 西脇道夫   | 67   | 無所属   | 現     | 3,779票 | 53.23% |            |
| 水戸部吉成 | 36   | 無所属   | 新     | 3,321票 | 46.77% |            |